# クイビシェフ (巡洋艦)
クイビシェフ（ロシア語: Куйбышев）はソ連海軍の黒海艦隊に所属する68-K計画巡洋艦。1958年からは軽巡洋艦の練習艦となっている。

## 建造
工場番号：1088。
1939年8月31日 - SSZ 200（ニコラエフの61 コムナールにちなんで命名された工場）で起工。
1940年8月25日 - 海軍リストに登録。
1941年1月31日 - 進水。
1941年夏 - 工事中断。1941年8月、戦線がニコラエフに接近すると、クイビシェフは労働者の家族、貴重な装備を積んでセヴァストポリに曳航され、その後ポチに曳航され、1941年8月14日に倉庫に入れられた。
1941年9月10日にモスボールとなった。
戦後、チャパエフ級巡洋艦5隻を完成させることが決定された。海上での戦闘の経験と軍備の発展により、当初の計画に調整を加えることを余儀なくされた。対空兵装が強化され、100ミリ連装砲と対空火器管制塔にはロッキングスタビライザーが装備された。巡洋艦にはレーダーステーション、新しい武器制御システム、消磁装置が装備された。戦争の経験を考慮し、巡洋艦は偵察機、カタパルト、魚雷発射装置、爆雷投射機を取り除かれた。
1950年4月20日 - 第二次世界大戦後に完成、就役（他の資料によると1950年7月29日)。

## 艦歴
1950年8月6日 黒海艦隊の一部となる。
1953年10月15日から25日にかけて、ルーマニアのコンスタンツァ港とブルガリアのヴァルナ港に、巡洋艦クイビシェフ、フルンゼ、スコーリイ級駆逐艦4隻が寄港した。
1957年末、ソ連の国防大臣ゲオルギー・コンスタンティノヴィチ・ジューコフ元帥は、ユーゴスラビア訪問のため、海路でユーゴスラビアに到着することを決定した。この作戦には巡洋艦クイビシェフが割り当てられた。黒海艦隊第一副司令官E.S.チュルシン副提督が率いる国防大臣随行艦の分遣隊には、2隻のコトリン型駆逐艦ブリヤーテリヌイとブィヴァーリヌイが含まれていた。
1957年10月4日、ソ連国防大臣G.K.ジューコフ元帥が巡洋艦クイビシェフに乗艦。艦長V.V.ミハリン1等大尉と第50師団長A.N.チュニャエフ少将が出迎えた。プラウダ紙の報道より： 「パレードの梯子でジューコフ元帥が艦に上がる。見張り将校の「注目！」という命令が聞こえる。ソ連国防大臣の旗が掲揚される。艦船分遣隊長チュニャエフ少将が、ユーゴスラビアとアルバニアに向かう艦船の準備状況を報告。艦長ミハイリン一等大尉が報告を行う」。
1958年4月18日 - 海軍から退役し、訓練用巡洋艦に再分類される。
1965年4月24日 - 武装解除され、海軍から除外される。
1965年12月20日 - 解体され、セヴァストポリのグラフトルチャメット基地で金属を剥がされる。

## 歴代艦長
- 1949年1月 - 1952年12月 - 2等大尉ドムニン、セミヨン・ワシリエヴィチ[2]。
- 1953年 - 1955年 - シソエフ、ヴィクトル・セルゲーヴィチ
- 1955年12月 - 1958年9月 - ミハイリン、ウラジーミル・ワシーリエヴィチ[3]。
- 1958年8月 - コロテエフ、アレクサンドル・ニキフォロヴィチ[4]。